# Aviaenergo

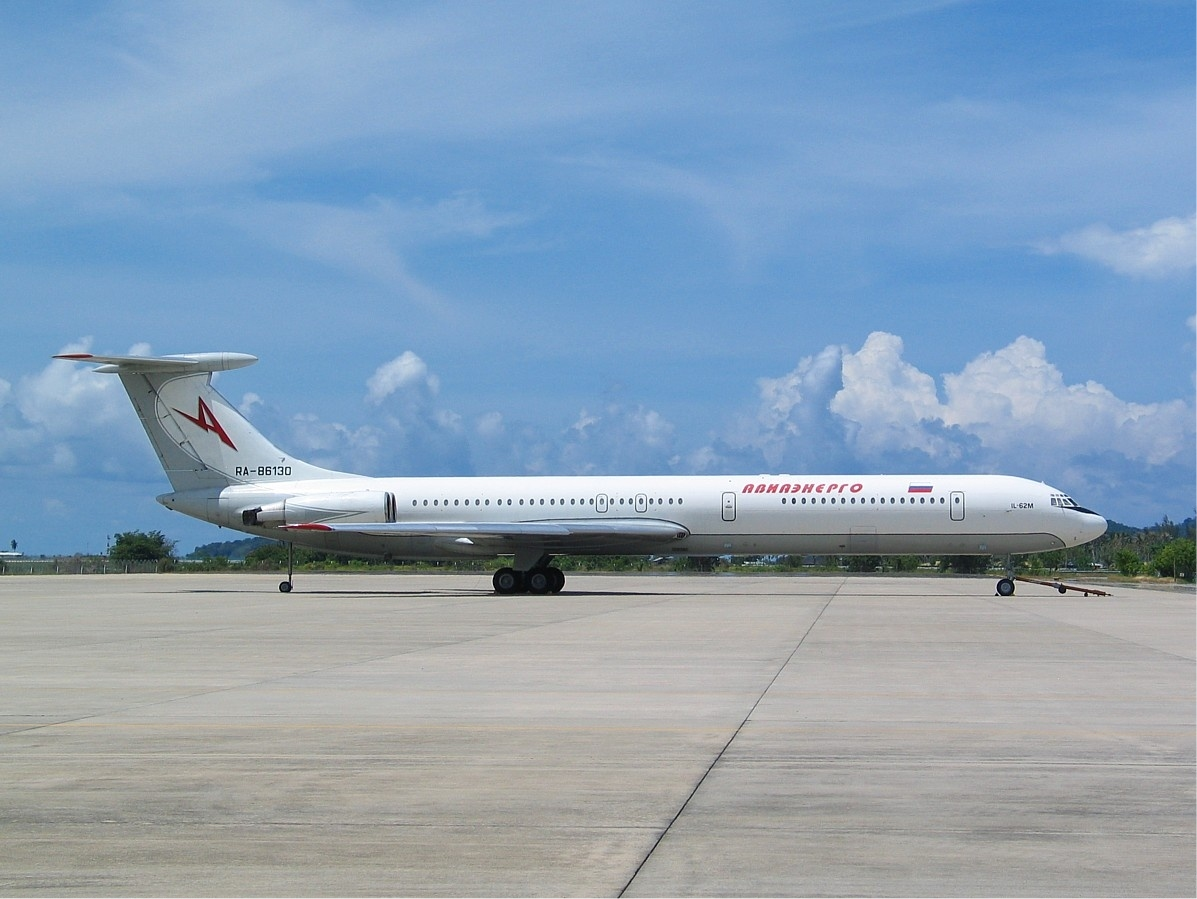
Un Ilyushin Il-62M nella livrea dell'Aviaenergo all'aeroporto di Langkawi, Malaysia.

L'Aviaenergo (in russo: Авиакомпания «Авиаэнерго») era una compagnia aerea russa con base tecnica all'aeroporto di Mosca-Šeremet'evo e con una filiale all'aeroporto di Mosca-Vnukovo.

## Composizione societaria
La compagnia aerea russa era una società al 100% sotto controllo della compagnia energetica statale russa Sistemi Energetici Unificati della Russia (in inglese: Unified Energy System of Russia; in russo: Единая энергетическая система России) sotto controllo di Anatolij Čubajs.

## Storia
L'Aviaenergo effettuava i voli charter passeggeri dalla Russia per numerosi destinazioni nel mondo e operava i voli cargo con una flotta di Ilyushin Il-76.
Il 18 aprile 2011 in seguito al debito nei confronti dell'aeroporto di Samara-Kurumoč accumulato nel 2010, l'Ente dell'Aviazione Civile della Russia Rosaviacija ha sospeso temporaneamente la licenza di trasporto aereo di Aviaenergo fino alla fine del processo della bancarotta della compagnia aerea russa fissato per il 2011.
Il 18 luglio 2011 l'Ente dell'Aviazione Civile della Russia Rosaviacija ha annullato la licenza di trasporto aereo di Aviaenergo.

## Flotta
L'Aviaenergo operava una flotta composta dagli aerei russi a medio/lungo raggio composta da:
- 1 Ilyushin Il-62M/MK
- 1 Tupolev Tu-134А
- 3 Tupolev Tu-154M

## Flotta storica
- Ilyushin Il-76TD